# Pseudounka silex
Pseudounka silex är en insektsart som beskrevs av Andrej Vasiljevitj Gorochov 2008. Pseudounka silex ingår i släktet Pseudounka och familjen syrsor. Inga underarter finns listade i Catalogue of Life.